# 메르넵타 석비
메르넵타 석비(Merneptah Stele) 또는 메르넵타 비문은 고대 이집트의 파라오 메르넵타(기원전 1213년 ~ 1203년 재위)의 비문이다. 1896년 플린더스 페트리가 테베에서 발견했으며, 현재 카이로의 이집트 박물관에 소장되어 있다.
주로 메르넵타가 고대 리비아인들과 그들의 동맹군을 상대로 거둔 승리를 기록하고 있으며, 28줄 중 마지막 세 줄은 당시 이집트 제국 영토였던 가나안에서의 별도 군사 작전을 다루고 있다. 학자들 대부분이 27행의 특정 신성문자를 "이스라엘"로 번역하기 때문에 때때로 "이스라엘 석비"라고 불리기도 한다. 다른 번역들도 제시되었지만 널리 받아들여지지 않고 있다.
이 석비는 이스라엘에 대해 언급하는 고대 이집트의 유일하고 가장 오래된 기록으로 여겨져왔다. 이스라엘을 언급하고 고대 이스라엘 시대에 만들어진 철기 시대의 알려진 네 개의 비문 중 하나인데, 다른 세 개는 메사 석비, 텔 단 석비, 그리고 쿠르흐 비문이다. 결과적으로 일부 학자들은 메르넵타 석비를 페트리의 가장 유명한 발견으로 꼽으며, 페트리 자신도 이에 동의했다.

## 개요

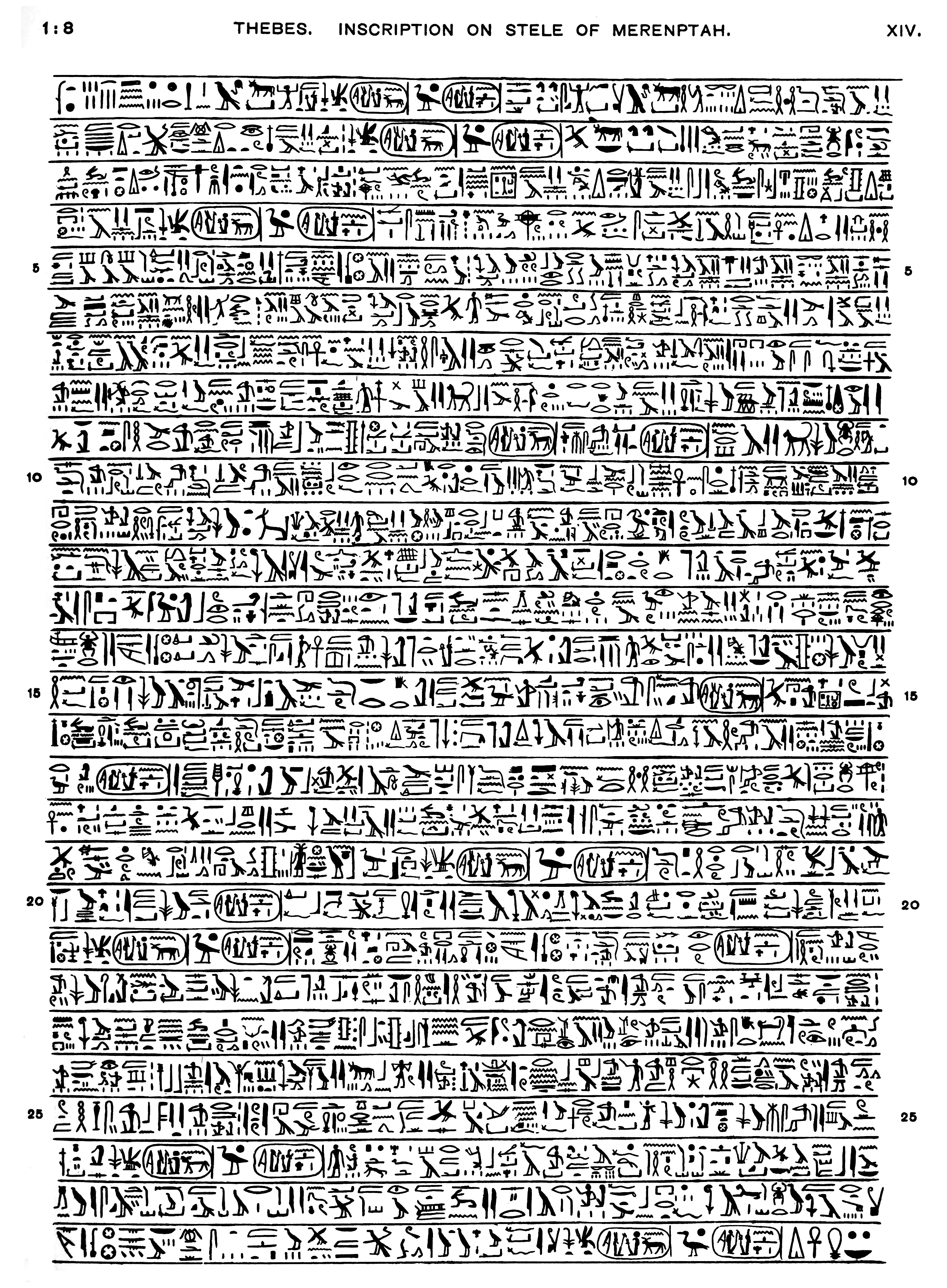
플린더스 페트리의 1897년 출판본에 실린 비문 주 부분(28행 전체)의 좌우반전 사본

이 석비는 1896년 플린더스 페트리에 의해 고대 이집트 도시 테베에서 발견되었으며, 빌헬름 슈피겔베르크가 처음 번역했다. 페트리의 1897년 출판물 "테베의 여섯 사원" 중 "비문" 장에서 슈피겔베르크는 이 석비에 대해 다음과 같이 적었다.
아멘호테프 3세의 석비의 거친 뒷면에 새겨졌는데, 이 석비는 그의 사원에서 제거되어 뒷면이 밖으로 향하게 메르넵타 사원 앞마당 벽에 기대어 놓였다. 거친 표면과 조악한 조각 때문에 많은 부분의 판독이 신중한 조사를 필요로 한다... 상단의 장면은 원래의 노란색, 빨간색, 파란색 색상을 그대로 유지하고 있다. 아문이 왕에게 칼을 주는 모습이 그려져 있으며, 왕의 한쪽에는 무트, 다른 한쪽에는 콘수가 뒤에 서 있다
현재 카이로의 이집트 박물관에 소장되어 있다. 높이 3미터(10피트)가 넘는 검은 화강암 판으로, 비문에 따르면 19왕조 메르넵타 재위 5년(기원전 1208년)에 새겨졌다. 텍스트의 대부분은 메르넵타가 리비아와 그들의 바다 민족 동맹군에 대해 거둔 승리에 대한 찬양이다. 마지막 두 줄은 가나안에서의 별도 군사 작전을 언급하는데, 메르넵타는 그곳에서 아스칼루나, 게셀, 야노암, 그리고 이스라엘을 패퇴시키고 파괴했다고 말한다.
메르넵타의 선대인 람세스 2세 통치기에 이집트는 가나안의 패권을 갖고 있었지만, 메르넵타와 람세스 3세 시기에는 패권이 흔들리기 시작했다. 문제는 메르넵타 재위 5년(기원전 1208년)에 리부 왕이 여러 북부 민족과 동맹을 맺고 서쪽에서 이집트를 침략하면서 시작되었다. 메르넵타는 그 해 여름 대승리를 거두었으며, 비문은 주로 이에 대한 내용이다. 마지막 줄은 동방에서의 별도 군사 작전을 다루는데, 이때 가나안 도시들이 반란을 일으켰다. 전통적으로 이집트인들은 도시 문제에만 관심을 가졌기 때문에 변방에서 이스라엘이 일으킨 문제는 새로운 유형의 가나안에 있는 이집트의 봉신국들에 대한 공격으로 이해된다. 메르넵타와 람세스 3세는 적들을 물리쳤지만, 이는 이집트가 가나안에 대한 통제력을 상실하는 시작이었다. 이 지역에서 이집트가 존재했다는 마지막 증거는 텔 메기도의 석상 받침대에 새겨진 람세스 6세(기원전 1141~1133년)의 이름이다.

## 가나안 원정

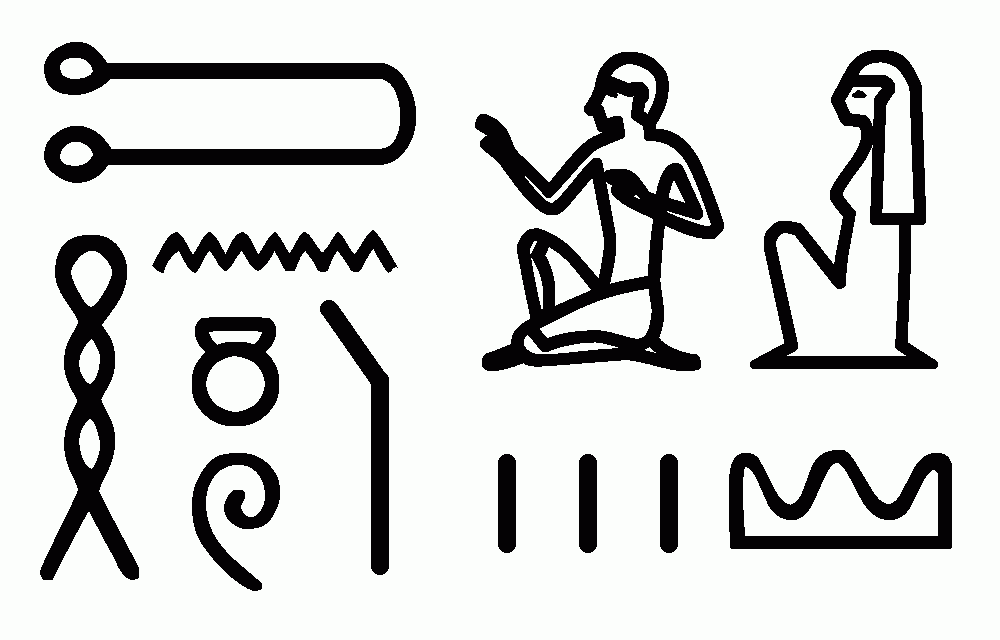
결정사를 통해 묘사된 리비아인(티헤누): 이방인 + 민족 + 이방 국가 (=리비아 민족의 국가/지역)

비문의 대부분은 메르넵타가 리비아인들에게 거둔 승리를 다루지만, 마지막 세 줄은 가나안으으로 관심을 옮기며 다음과 같이 적는다.
제후들은 '평화!'를 외치며 엎드렸다.

아홉 활 중에서 어느 누구도 고개를 들지 못한다.

황폐함이 테헤누에 임하고;

하티는 진정되었도다;

가나안은 모든 악과 함께 약탈되었고;

아스칼루나는 끌려갔으며;

게셀은 점령되었도다;

야노암은 존재하지 않게 되었고;

이스라엘은 황폐해져 그 씨앗이 사라졌으니;

하르루는 이집트로 인해 과부가 되었도다.

모든 땅이 함께 평화로워졌고.

불안했던 모든 이들이 묶였도다.

"아홉 활 민족"은 이집트인들이 자신들의 적을 지칭하는 용어였다. 실제 적들은 시대와 상황에 따라 달랐다. 하티와 후리인은 시리아-팔레스타인 전체를 나타냈고, 가나안과 이스라엘은 그 지역 내의 작은 단위였으며, -가나안은 여기에서 가자 시를 지칭할 수도 있다,- 아스칼루나, 게셀, 그리고 야노암은 그 지역 내의 도시들이었다. 결정사(determinative)에 따르면, 가나안은 땅을, 이스라엘은 사람들을 지칭했다.

## 이스라엘 언급
페트리는 자신의 고고학 팀에 소속된 독일 언어학자 빌헬름 슈피겔베르크에게 비문 번역을 요청했다. 슈피겔베르크는 비문 끝 부분에 있는 한 상징, 즉 메르넵타(메렌프타라고도 표기)가 승리하여 물리친 민족이나 부족을 나타내는 상징—I.si.ri.ar?—에 대해 의아해했다. 페트리는 즉시 그것이 "이스라엘!"로 읽힐 수 있다고 제안했다. 슈피겔베르크는 이 번역이 틀림없이 옳다고 동의했다. 페트리는 "목사님들이 정말 기뻐하시겠군!"이라고 말했다. 그날 저녁 식사 자리에서 발견의 중요성을 깨달은 페트리는 "이 석비는 내가 발견한 어떤 것보다 세상에 더 잘 알려질 것이다"라고 말했다. 이 발견 소식은 영국 신문에 실려 헤드라인을 장식했다.
이스라엘을 언급하는 행은 아래와 같다 (영문 번역과 일치하도록 역순으로 표시; 원문 이집트어는 오른쪽에서 왼쪽으로 쓰여짐):
| i | i | z · Z1s · Z1s · r | i | A | r · Z1 | T14 | A1 · B1 · Z2s |

| i | i | z · Z1s · Z1s · r | i | A | r · Z1 | T14 | A1 · B1 · Z2s |

| f · k · t | G37 |

| f · k · t | G37 |

| b · n |

| b · n |

| O1 · r · t | N33B · Z2 |

| O1 · r · t | N33B · Z2 |

| f |

| f |

### 결정사
아스칼루나, 게셀, 야노암은 도시를 나타내는 결정사(즉, 던지는 막대와 세 개의 산)가 붙어 있지만, 이스라엘을 지칭하는 상형문자는 대신 던지는 막대("외국"을 나타내는 결정사)에 앉아 있는 남성과 여성("사람"을 나타내는 결정사)과 세 개의 수직선(복수 표시)이 조합되어 있다: 
| T14 |

| A1 · B1 · Z2s |

"사람"을 의미하는 결정사는 곧 학술적 논의의 대상이 되었다. 1955년 일찍이 존 A. 윌슨은 이 결정사가 "'ysrỉꜣr'가 사람들이었다"는 의미라는 생각에 대해 다음과 같이 썼다. "그 주장은 좋지만, 후기 이집트 서기관들의 악명 높은 부주의와 이 석비의 여러 필기 오류 때문에 결정적이지는 않다." 이러한 견해는 이후 다른 학자들에 의해 보강되었다.
"옥스포드 성경 세계사"에 따르면, 이 "이방 민족 ... 기호는 이집트인들이 일반적으로 고정된 도시 국가 거주지가 없는 유목 집단이나 민족을 나타내는 데 사용하며, 이는 당시 '이스라엘'의 반유목 또는 농촌 상태를 암시한다." "황폐하고 씨앗이 없는"이라는 문구는 정형화된 표현으로, 패배한 민족에게 자주 사용되었다. 이는 해당 민족의 곡물 창고가 파괴되어 다음 해에 기근이 발생하고, 이집트에 대한 군사적 위협으로서 무력화되었음을 암시한다.

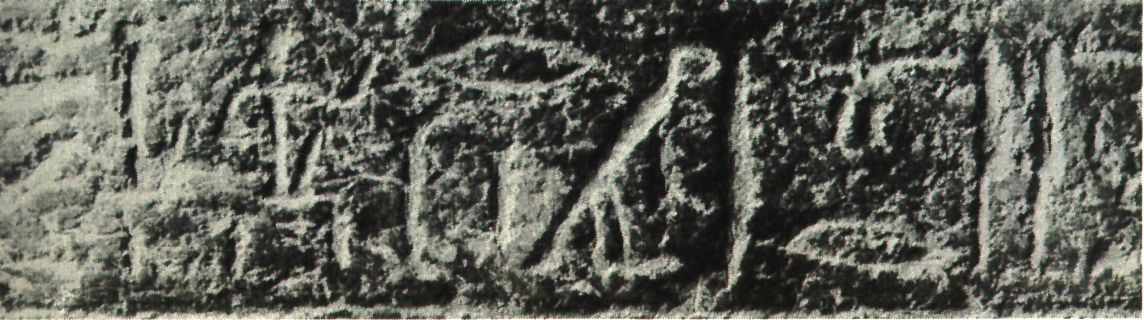
27행의 일부, "이스라엘 [이방 민족]"으로 번역됨

제임스 호프마이어에 따르면, "어떤 이집트학자도 이방 민족의 상징을 이방 땅을 나타내는 것으로 읽지 않고, 민족 집단을 나타내는 것으로 읽을 것이다."
이러한 이스라엘인의 무국가 상태와 대조적으로, 이집트가 싸웠던 다른 가나안 집단들(아스칼루나, 게셀, 야노암)은 석비에서 신흥 국가로 묘사되어 있다.

### 다른 번역
석비가 발견된 이래 "이스라엘"이라는 해석 외에 다른 대안들이 제시되었으며, 주요한 두 가지는 다음과 같다:
- "이즈르엘",[24][25][26] 북부 가나안의 도시이자 골짜기;
- "옆머리 장식 착용자들"을 지칭하는 리비아에 대한 설명의 연속[c]

그러나 이러한 해석은 소수의 견해로 남아 있으며, 대부분의 이집트학자들은 이 언급이 실제로 이스라엘을 지칭하는 것으로 이해되어야 한다는 데 동의하며, 주류 학계는 언급된 이스라엘과 성경 속 이스라엘 사이에 연관성이 있음을 인정한다.

### 해석
메르넵타 석비는 고대 역사에서 고대 이스라엘을 언급하는 최초의 성경 외적 문헌 자료로 여겨진다. 따라서 이스라엘의 존재를 실증하는 비아브라함교적 텍스트로써 그 가치가 주목되어왔다.  찰스 크라우트해머는 이 석비를 오늘날 민족 또는 종교 집단의 가장 오래된 기록으로 간주한다.
마이클 G. 하젤은 석비의 prt가 곡물을 의미한다고 주장하며, "이스라엘은 기원전 13세기 후반에 농업 기반 또는 정착된 사회민족 집단으로 기능했다"고 제안했다. 이는 그 지역의 유목민 "샤수" 목축민들과 어느 정도 대조된다. 다른 학자들은 prt가 곡물을 의미한다는 것에 동의하지 않으며, 에드워드 리핀스키는 "유목민 목자들과 정착 농부들의 '고전적인' 대립이 해당 지역에는 적합하지 않은 것 같다"고 썼다. 하젤은 또한 이것이 당시 이스라엘인들이 도시 생활을 하는 사람들이었음을 의미하지 않으며, 이스라엘로 식별된 민족 집단의 실제 사회 구조에 대한 정보를 제공하지도 않는다고 말한다.
그 위치에 관해서는, 대부분의 학자들은 메르넵타의 이스라엘이 중앙 가나안의 구릉 지대에 있었을 것이라고 믿는다.

## 카르낙 부조
이 석비는 테베, 즉 나일 강 서안에 있는 고대 이집트의 수도에 위치한 메르넵타의 장례 예배당에서 발견되었다. 반대편 강변에는 카르낙 신전이 있는데, 이곳에서 파편화된 사본이 발견되었다. 1970년대에 프랭크 J. 유르코는 카르낙의 일부 부조가 메르넵타의 아버지인 람세스 2세의 재위 기간에 일어난 사건들을 묘사하는 것으로 생각되었지만, 사실은 메르넵타와 관련된 것이라고 발표했다. 네 개의 부조는 세 도시의 점령을 보여주는데, 그 중 하나는 아스칼루나라고 표기되어 있으며, 유르코는 나머지 두 도시는 게셀과 야노암이라고 제안했다. 네 번째 부조는 열린 언덕 지대에서 가나안인으로 묘사된 적과의 전투를 보여준다. 유르코는 이 장면이 석비의 이스라엘과 동일시되어야 한다고 제안했다. 메르넵타의 이스라엘인들이 신전 벽에서 볼 수 있다는 생각은 비문의 중요성에 관한 많은 이론에 영향을 미쳤지만, 모든 이집트학자들이 유르코가 이 부조들을 메르넵타와 연관시킨 것을 받아들이지는 않는다.

## 갤러리

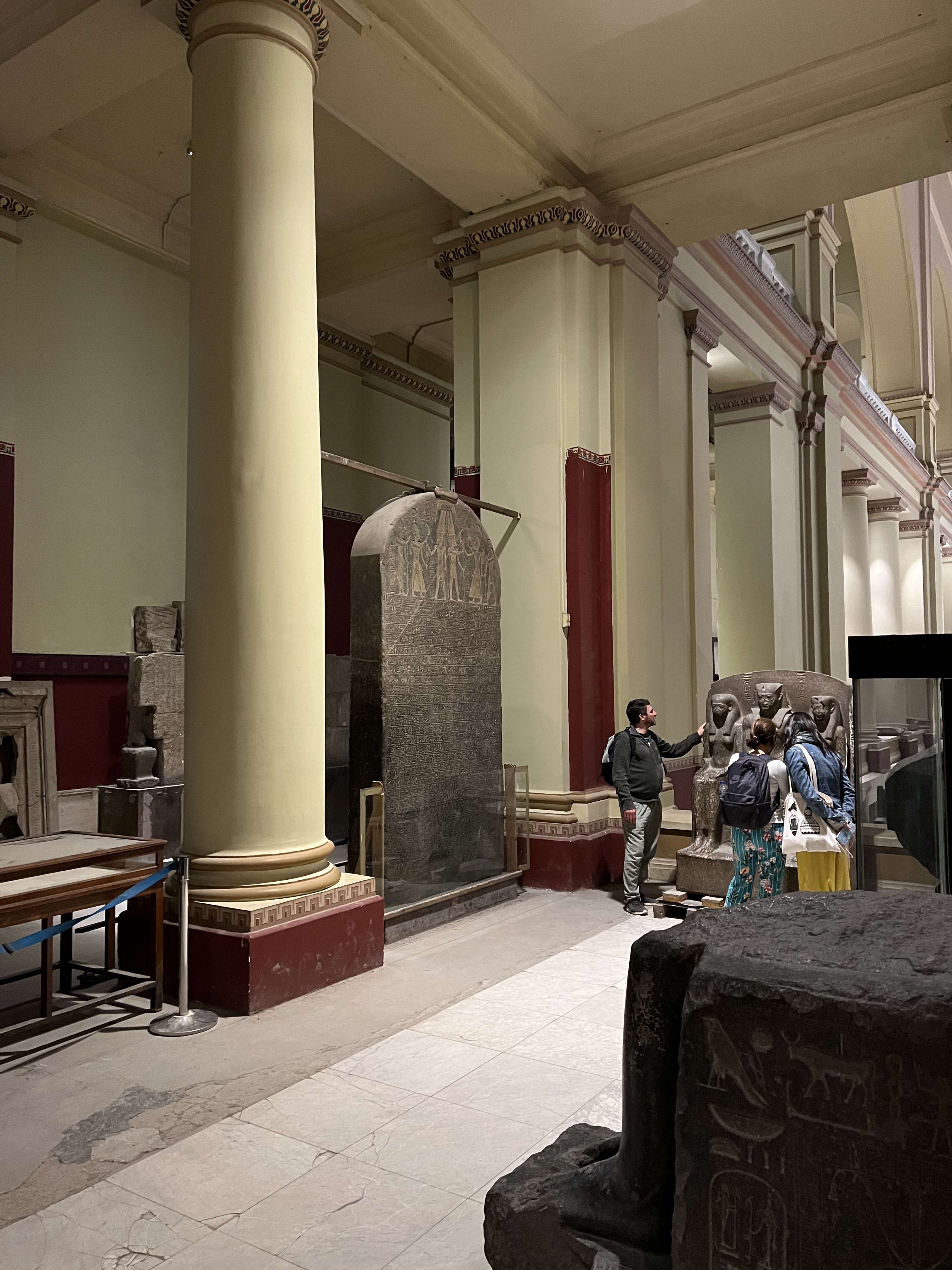
2022년 이집트 박물관에 있는 석비, 규모를 비교하기 위해 관광객이 보인다.
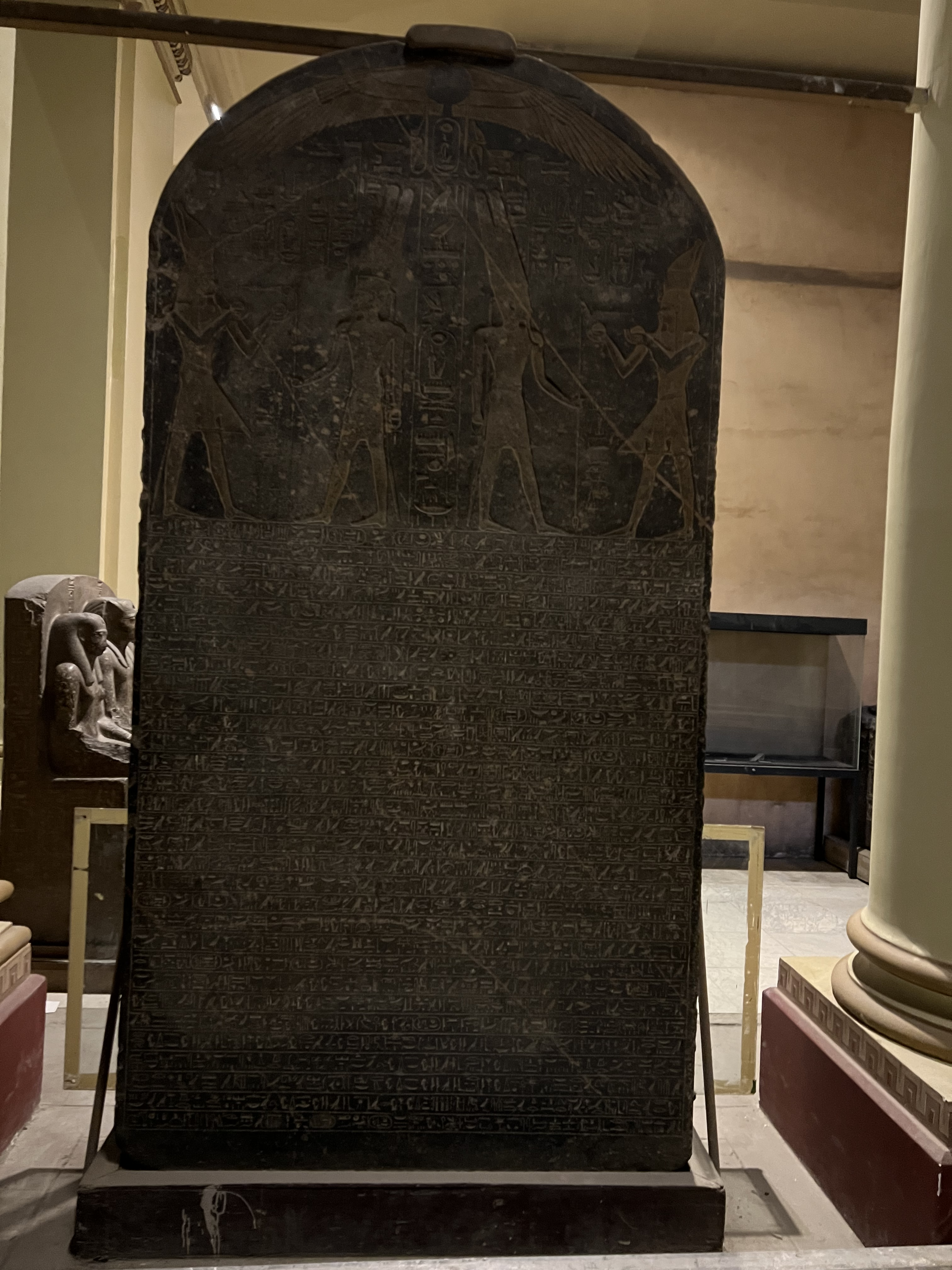
석비의 뒷면
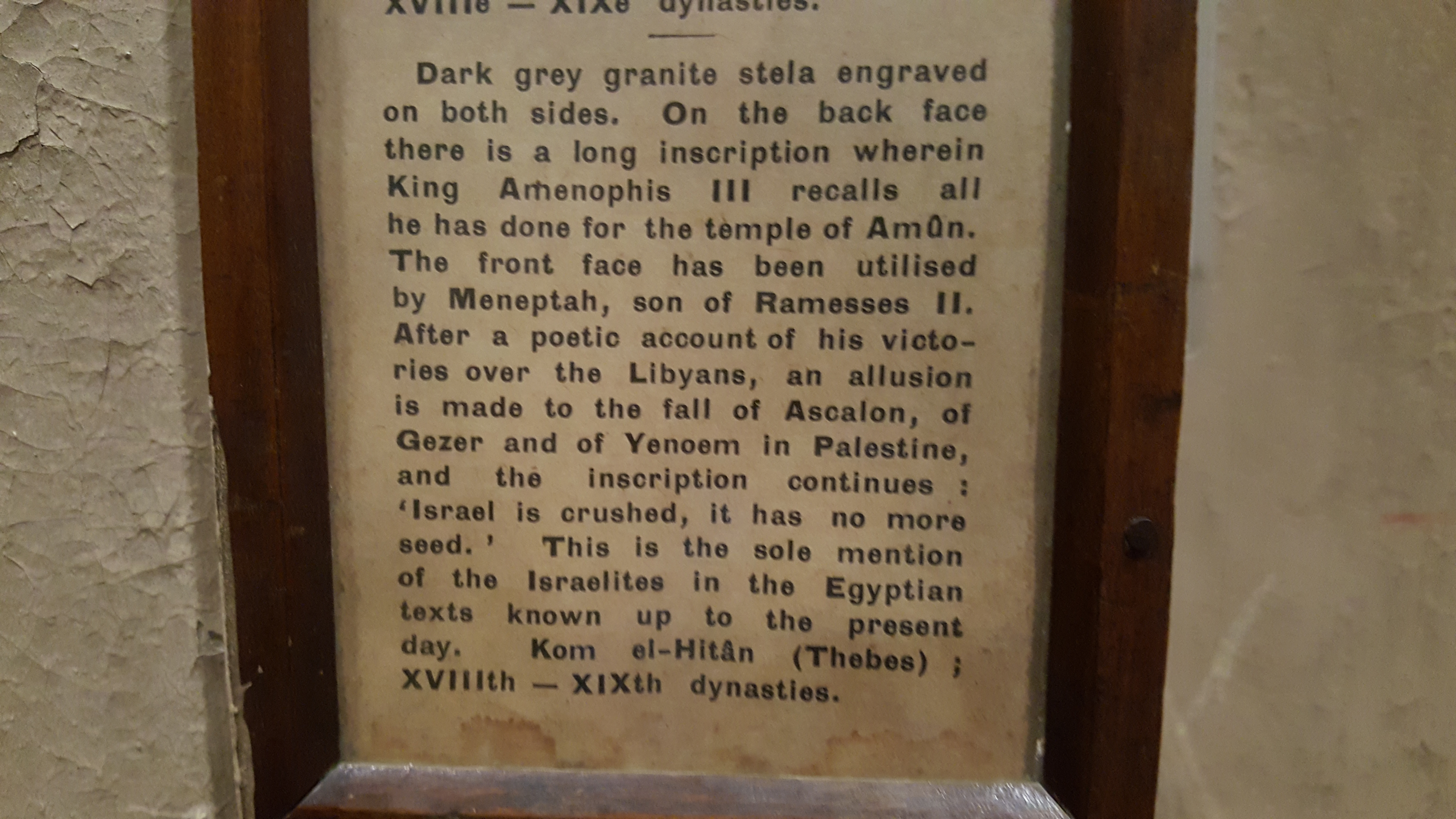
박물관 안내판
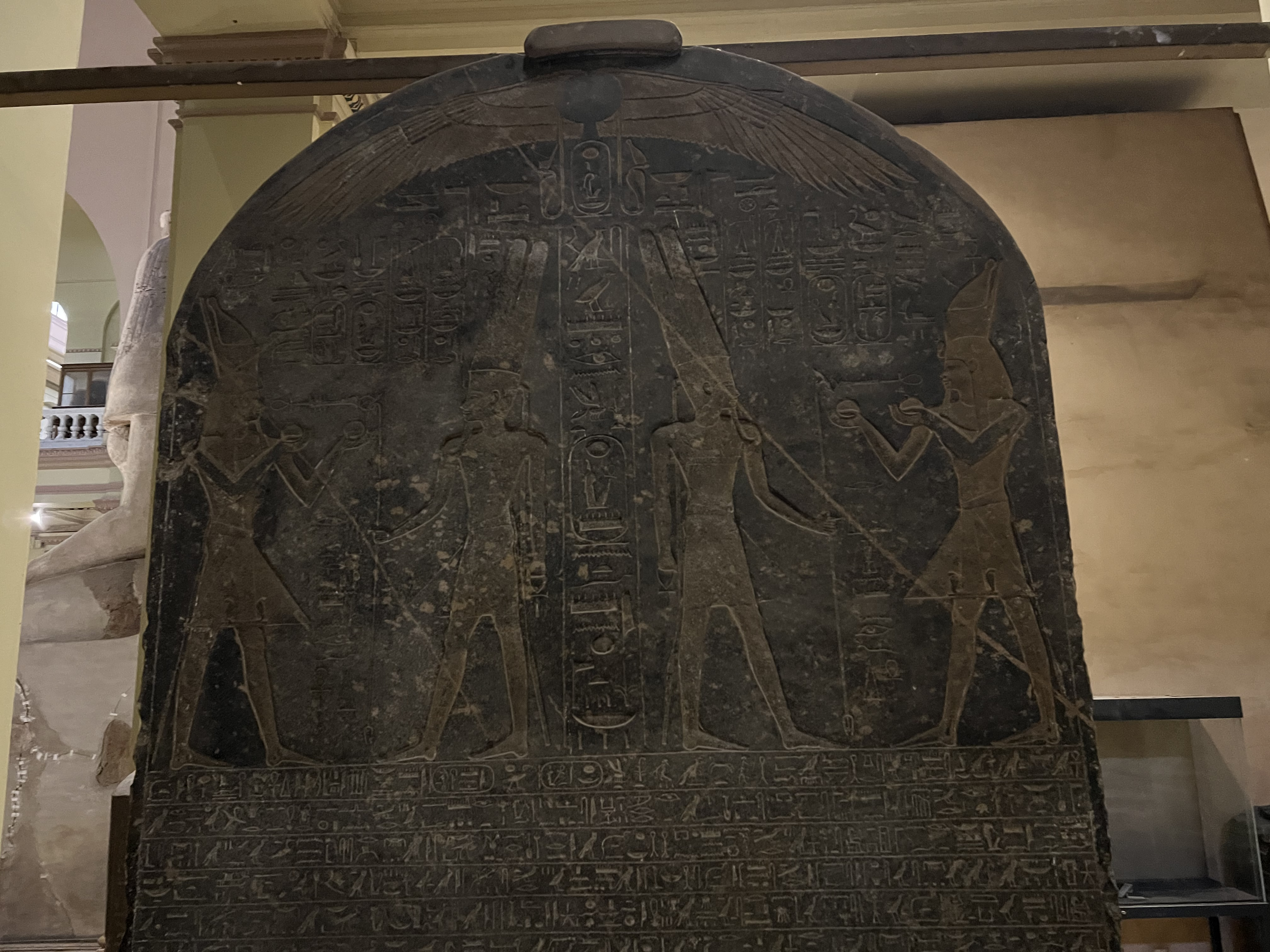
뒷면 상단 확대
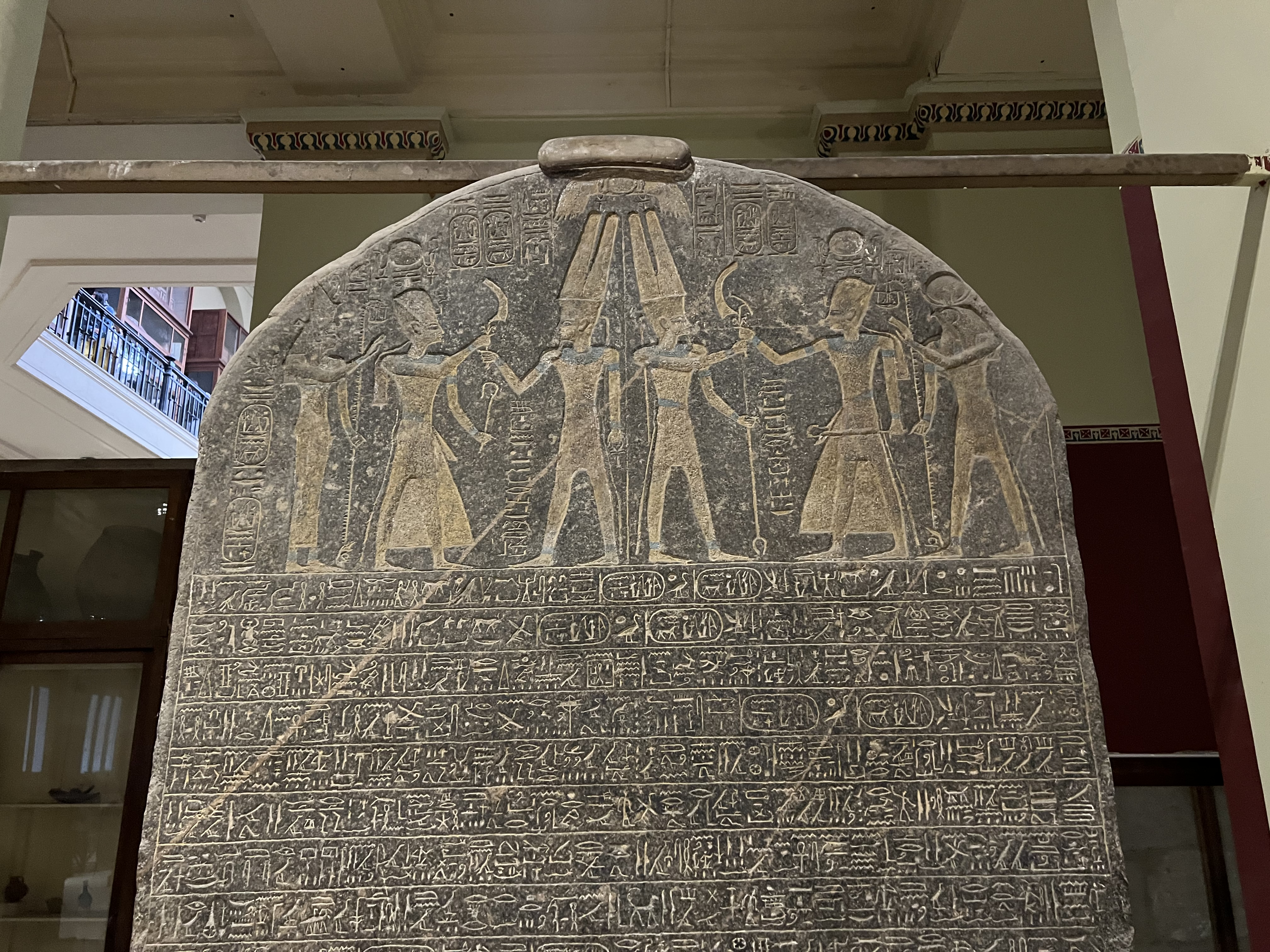
앞면 상단 확대
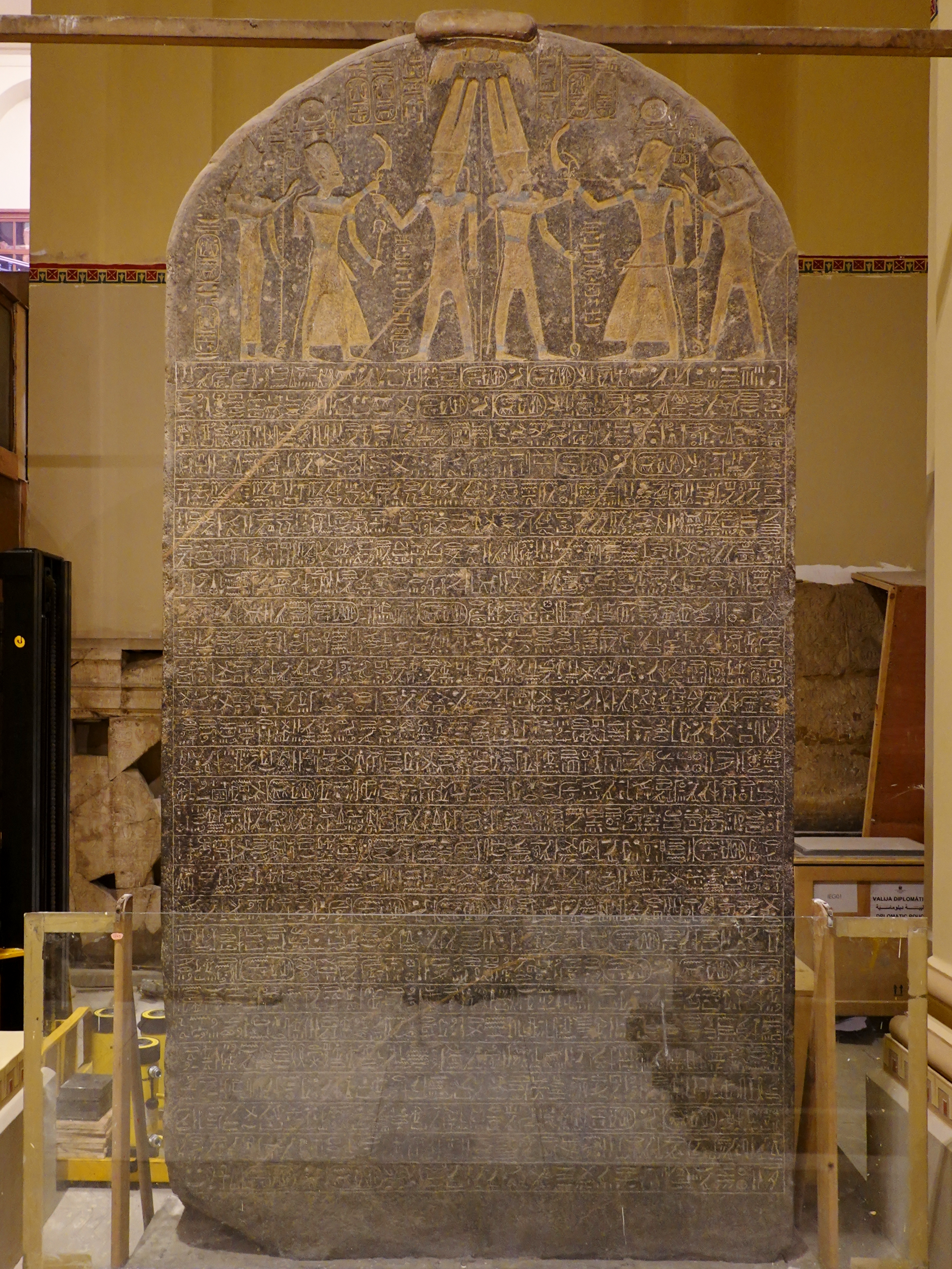
2019년의 석비. ysrỉꜣr 언급이 있는 하단 부분은 보호 커버로 덮여 있다.
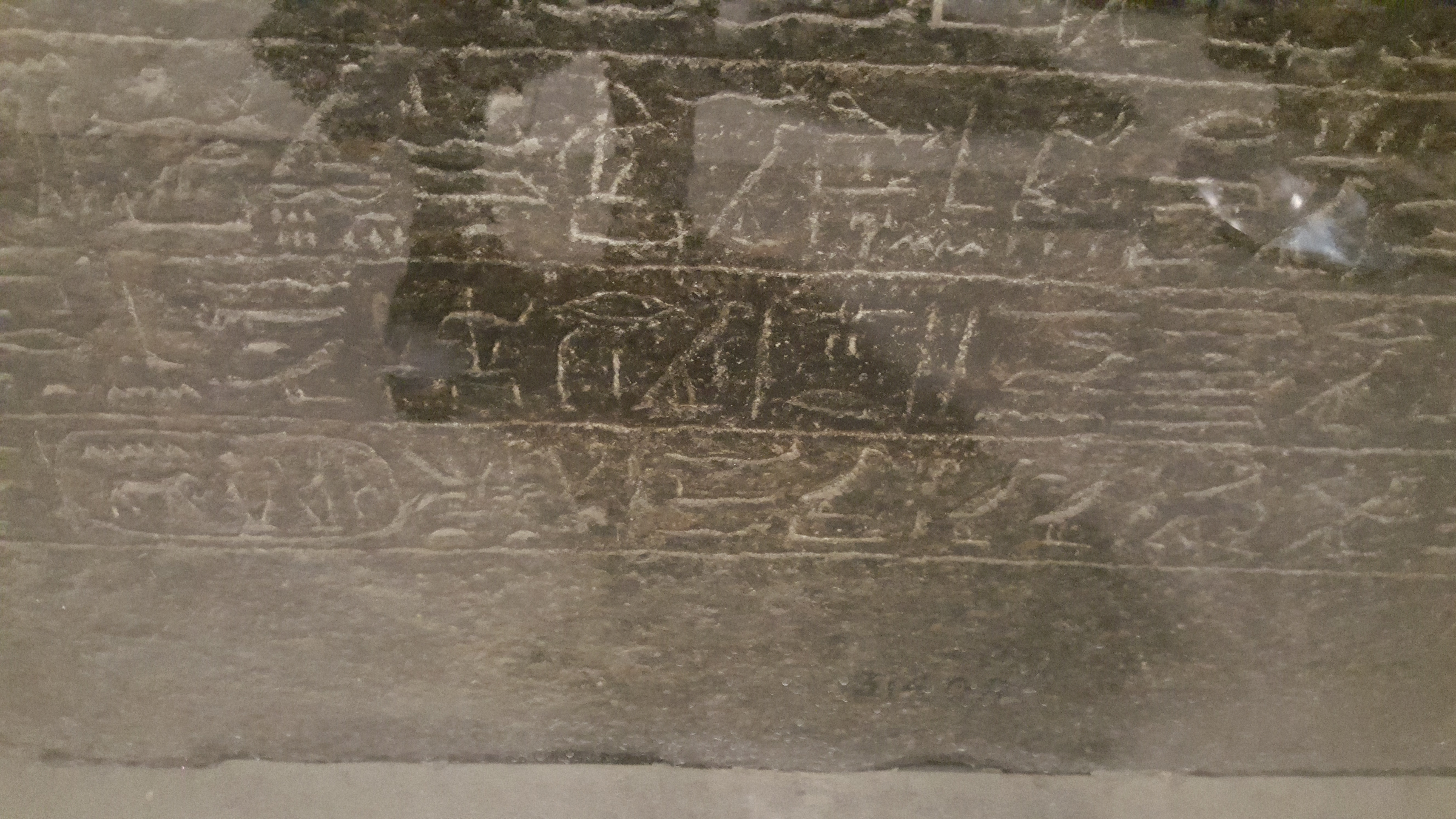
ysrỉꜣr 언급 부분 확대
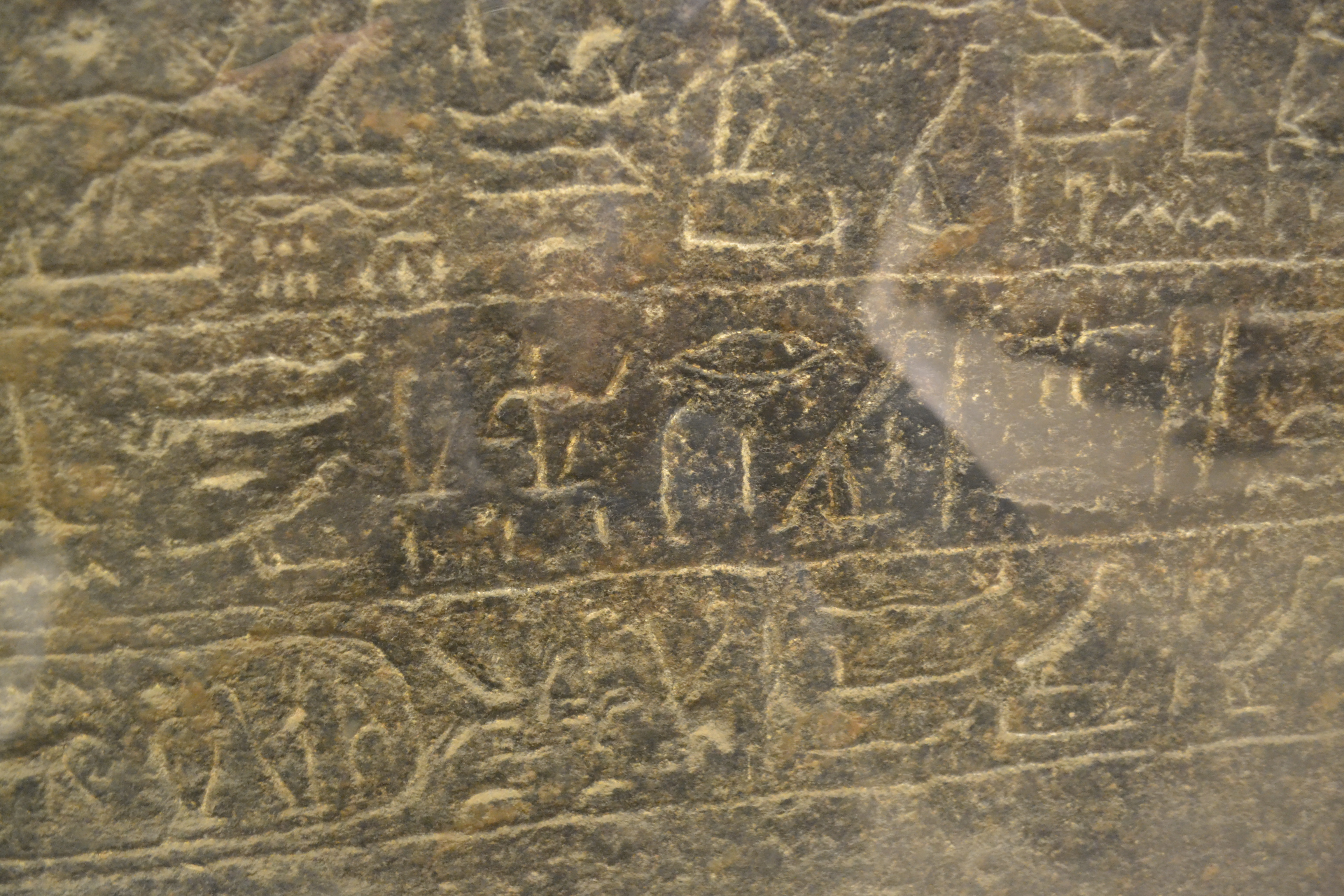
27행에 ysrỉꜣr("이스라엘")이 언급된 메르넵타 석비의 근접 촬영

## 같이 보기
- 베를린 발등상
- 성경과 관련된 주요 유물 목록

## 내용주
1. ↑  원문에서는 새(참새)가 t 기호(반원) 아래에 놓여 있지만, 가독성을 위해 여기서는 t 기호 옆에 놓여 있다.
2. ↑  이집트 서기관들이 이 결정사를 일반적으로 그리고 특히 메르넵타 석비에서 일관되게 사용했는지 여부는 그 자체가 논쟁의 여지가 있다.[18]
3. ↑  닙비는 "I.si.ri.ar"의 첫 글자가 잘못 읽혔다고 제안한다. G1이 아니라 G4였으며, 이러한 수정은 글자들이 "옆머리 장식 착용자들"로 번역될 수 있도록 한다고 주장한다. 이는 관문의 서와 같은 다른 자료에서 리비아인들을 지칭한다. 닙비는 남성 인물에게 머리 옆에 명백한 머리카락이 자라나 있는 것으로 보이는 점을 들어 이를 지지한다.[27]
4. ↑  하젤 (2008): "ysry·r/l이라는 용어가 가나안 내의 잠재적 영토이지만 성경 속 이스라엘과 관련이 없다는 견해는 오스니엘 마르갈리스(1990)가 제안했다. 그의 결론은 G. R. 드라이버(1948: 135)가 이 단어의 이집트 문자 's'가 히브리어 자이인을 나타낼 수도 있다고 제안한 것에 근거한다. 따라서 ysry·r/l이라는 이름은 '국가 북쪽의 골짜기를 경험 부족으로 표현한 것일 수 있는' 이즈르엘로 번역될 수 있다(마르갈리스 1990: 229). 다른 학자들이 지적했듯이, 마르갈리스가 ysry·r/l 개체를 우가리트어 발음과 수메르 왕의 칭호를 통해 이스라엘 또는 이즈르엘과 동일시하려는 시도는 가나안에 있는 이 개체의 명확한 맥락을 가진 이집트 비문에는 설득력이 없다(하젤 1994: 46; 1998a: 196–97; 키친 1966a: 91 참조)." 그리고 "석비의 ysry·r/l을 이즈르엘과 동일시하려는 제안은 I. 헬름과 토마스 L. 톰슨(2002: 14)에 의해 이전에 논의된 내용을 전혀 언급하지 않고 새롭게 제기되었다. 이 동일시는 어려움이 많다. 첫째, 고대 이집트어에서 '빗장'(가드너 1957: 507, O34)과 '접힌 천'(가드너 1957: 507, S29)을 나타내는 이집트 기호는 소리 s를 나타냈다. 신왕국 시대에는 히브리어 자이인이 이집트어에서 q 또는 t로 표현되었고 s로 표현되지 않았다(키친 1966a: 91, 1966b 59; 헬크 1971: 18, 554, 589). 둘째, ysry·r/l은 yzrªl을 읽는 데 필요한 아인(ayin)에 해당하는 이집트어 표현을 포함하지 않는다. 셋째, '이즈르엘'이라는 해석은 ysry·r/l과 함께 사용된 '사람' 결정사가 서기관의 오류였음을 가정해야 한다. 이는 지리적 위치의 명칭에 맞지 않기 때문이다. 정자법적, 문헌학적 이유로 ysry·r/l을 이즈르엘로 읽는 것은 어렵다(키친 2004도 참조)."[28]

### 인용
1. 1 2 3 4  Drower 1995, 221쪽.
2. ↑  Redmount 2001, 71–72, 97쪽.
3. ↑  Sparks 1998, 96–쪽.
4. ↑  Hasel 1998, 194쪽.
5. ↑  Lemche 1998, 46, 62쪽: "No other inscription from Palestine, or from Transjordan in the Iron Age, has so far provided any specific reference to Israel... The name of Israel was found in only a very limited number of inscriptions, one from Egypt, another separated by at least 250 years from the first, in Transjordan. A third reference is found in the stele from Tel Dan – if it is genuine, a question not yet settled. The Assyrian and Mesopotamian sources only once mentioned a king of Israel, Ahab, in a spurious rendering of the name."
6. ↑  Maeir, Aren. 《Maeir, A. M. 2013. Israel and Judah. pp. 3523–27, The Encyclopedia of Ancient History. New York: Blackwell》. The earliest certain mention of the ethnonym Israel occurs in a victory inscription of the Egyptian king Merenptah, his well-known “Israel Stela” (c. 1210 BCE); recently, a possible earlier reference has been identified in a text from the reign of Rameses II (see Rameses I–XI). Thereafter, no reference to either Judah or Israel appears until the ninth century. The pharaoh Sheshonq I (biblical Shishak; see Sheshonq I–VI) mentions neither entity by name in the inscription recording his campaign in the southern Levant during the late tenth century. In the ninth century, Israelite kings, and possibly a Judaean king, are mentioned in several sources: the Aramaean stele from Tel Dan, inscriptions of Shalmaneser III of Assyria, and the stela of Mesha of Moab. From the early eighth century onward, the kingdoms of Israel and Judah are both mentioned somewhat regularly in Assyrian and subsequently Babylonian sources, and from this point on there is relatively good agreement between the biblical accounts on the one hand and the archaeological evidence and extra-biblical texts on the other.
7. ↑  Fleming, Daniel E. (1998년 1월 1일). 《Mari and the Possibilities of Biblical Memory》. 《Revue d'Assyriologie et d'Archéologie Orientale》 92. 41–78쪽. JSTOR 23282083. The Assyrian royal annals, along with the Mesha and Dan inscriptions, show a thriving northern state called Israël in the mid—9th century, and the continuity of settlement back to the early Iron Age suggests that the establishment of a sedentary identity should be associated with this population, whatever their origin. In the mid—14th century, the Amarna letters mention no Israël, nor any of the biblical tribes, while the Merneptah stele places someone called Israël in hill-country Palestine toward the end of the Late Bronze Age. The language and material culture of emergent Israël show strong local continuity, in contrast to the distinctly foreign character of early Philistine material culture.
8. ↑  《The Biblical Archaeologist》, American Schools of Oriental Research, 1997, 35쪽
9. 1 2  Nestor 2015, 296쪽.
10. ↑  “메르넵타 석비”. 2023년 9월 26일에 원본 문서에서 보존된 문서. 2023년 3월 12일에 확인함.
11. ↑  Petrie & Spiegelberg 1897, 26쪽.
12. ↑  Drews 1995, 18–20쪽.
13. ↑  Sparks 1998, 96–97쪽.
14. ↑  Yurco 1986, 189–215쪽.
15. ↑  Hasel 2008, 52쪽.
16. ↑  《피츠윌리엄 박물관》, 영국: 고대 이집트.
17. ↑  H. Jacob Katzenstein, 'Gaza in the Egyptian Texts of the New Kingdom,' Journal of the American Oriental Society, January-March 1982, Vol. 102, No. 1 pp. 111-113 pp.111-112
18. 1 2  Smith 2002, 26쪽.
19. ↑  ANET, 378 n. 18
20. ↑  마이클 G. 하젤 (2011). 〈카데시 전투: 신왕국 시대 가나안과 시리아의 정치체, 장소, 민족 식별〉.   S. 바; D. 칸; J. J. 셜리. 《이집트, 가나안, 이스라엘: 역사, 제국주의, 이데올로기 및 문학: 하이파 대학교 학술회의 진행 (2009년 5월 3일~7일)》. 브릴. 67쪽. doi:10.1163/ej.9789004194939.i-370.27. ISBN 978-90-04-19493-9.
21. 1 2  Redmount 2001, 97쪽.
22. ↑  J. K. Hoffmeier, "The Egyptian Origins of Israel: Recent Developments in Historiography", in Thomas E. Levy, Thomas Schneider, William H.C. Propp  (eds.)  Israel's Exodus in Transdisciplinary Perspective: Text, Archaeology, Culture, and Geoscience, Springer, 2015 pp. 196–208 [202].
23. ↑  “히브리 성경 고고학”. 《www.pbs.org》. 2008년 11월 18일.
24. ↑  Eissfeldt 1965, 14쪽: "Unfortunately, even the supposed earliest mention of the name Israel in the triumphal hymn of Merenptah composed about 1230 b.c. does not provide any unambiguous answer to this question, for this name may also be explained as Jezreel."
25. ↑  Margalith 1990, 225쪽.
26. ↑  Strahan 1896, 624쪽.
27. ↑  Nibbi 1989, 101쪽.
28. ↑  Hasel 2008, 47–60쪽.
29. ↑  Killebrew 2005, 154쪽.
30. ↑  Dever 2009, 89–91쪽.
31. ↑  Faust, Avraham (2016). 《이스라엘의 민족 기원: 정착, 상호작용, 확장 및 저항》 재판. 라우틀리지. 159–66쪽. ISBN 978-1-134-94208-4.
32. 1 2  Finkelstein, Israel; Mazar, Amihay; Colloquium, International Institute for Secular Humanistic Judaism (2007). 《역사적 이스라엘을 찾아서: 고고학과 초기 이스라엘 역사 논쟁》. 성경 연구 학회. 94쪽. ISBN 978-1-58983-277-0.
33. ↑  Finkelstein, Israel; Silberman, Neil Asher (2002). 《밝혀진 성경: 고대 이스라엘의 새로운 고고학적 비전과 성스러운 텍스트의 기원》. 사이먼 앤 슈스터. 57쪽. ISBN 978-0-7432-2338-6.
34. ↑  Krauthammer, Charles (1998). “마침내 시온: 이스라엘과 유대인의 운명,” 주간 스탠다드, vol 3 (34): p 27, https://ia801708.us.archive.org/view_archive.php?archive=/29/items/the-weekly-standard/the-weekly-standard.zip&file=the-weekly-standard-1998-05-11.pdf
35. 1 2  하젤, 마이클 G. (1994), “메르넵타 석비의 이스라엘”, 《BASOR》 296 (12): 54, 56.
36. ↑  리핀스키, 에드워드 (2006). 《철기 시대 가나안 주변에서: 역사 및 지형 연구》. 피터스. 60쪽. ISBN 978-90-429-1798-9.
37. ↑  Moore & Kelle 2011, 115–16쪽.
38. ↑  Dever, William G. (2001). 《성경 작가들은 무엇을 알고 있었고 언제 알았을까?: 고고학이 고대 이스라엘의 현실에 대해 우리에게 말할 수 있는 것》 (영어). Wm. B. 이어드만스 출판사. 118–19쪽. ISBN 978-0-8028-2126-3.
39. ↑  Atwell 2011, 23쪽.
40. ↑  Atwell 2011, 35쪽.
41. ↑  Killebrew 2005, 155쪽.

## 추가 문헌
- 키친, 케네스 (2004). 《메르넵타의 승리와 그 기록의 본질》. 《구약성서 연구 저널》 28. 259–272쪽. doi:10.1177/030908920402800301. S2CID 170520107.
- 멧칼프, 윌리엄 무샴; 에르스킨, 루아라이드 (1897). 《스코틀랜드 평론》. 《스코틀랜드 평론》 29. 125쪽.
- 네스터, 더못 (2010). 《고대 이스라엘의 민족성과 정체성》. 컨티넘. ISBN 978-0-567-01297-5.
- 닙비, 알레산드라 (1996). 《메르넵타 석비와 이스라엘이라는 소위 이름에 대한 몇 가지 언급》. 《이집트학 토론, 옥스포드》 36. 79–102쪽.
- Dever, William G. 1995. “도자기, 민족성, 그리고 이스라엘 기원 문제.” 성경 고고학자 58: 200–13.
- Frerichs, Ernest S., and Leonard H. Lesko, eds. 1997. 출애굽기: 이집트의 증거. 위노나 레이크, 인디애나: 아이젠브라운스.
- Hjelm, Ingrid and Thomas L. Thompson. 2002. "메르넵타의 승리 노래, 이스라엘과 팔레스타인 민족." 구약성서 연구 저널 27, no. 1: 3–18. doi:10.1177/030908920202700101.
- Miller, Robert D. 2004. "가장 초기 이스라엘 식별." 미국 동방 연구 학회 게시판 no. 333: 55–68. doi:10.2307/1357794.
- Shanks, Hershel. 2012. “고대 이스라엘은 언제 시작되었는가?” 성경 고고학 리뷰 38, no. 1: 59–67.
- 타이스, 크리스토퍼; 반 데르 빈, 피터 (2003). 《가나안의 이스라엘. 파라오 메르넵타보다 (훨씬) 이전인가? 베를린 석상 받침대 부조 21687에 대한 새로운 시각》. 《고대 이집트 상호 연결 저널》 2. 15–25쪽. doi:10.2458/azu_jaei_v02i4_van_der_veen.
- 화이트램, 키스 W (1997). 〈초기 이스라엘의 정체성: 후기 청동기-철기 시대 팔레스타인의 재정렬과 변형〉.   엑섬, J 셰릴. 《역사서》. 컨티넘. ISBN 978-1-85075-786-3.
- Wiener, Malcolm H. 2014. “이집트 연대기 최신 발전에 비추어 역사적 이스라엘의 출현 연대.” 텔아비브 대학교 고고학 연구소 저널 41, no. 1: 50–54. doi:10.1179/0334435514Z.00000000035